# Изабелла Шведская
Изабелла Шведская (швед. Isabella av Sverige; 1564, Грипсхольм, Сёдерманланд, Королевство Швеция — 18 января 1566, там же) — принцесса из династии Ваза, старшая дочь будущего короля Швеции Юхана III и Катерины Ягеллонки.

## Биография
Изабелла была старшим ребёнком герцога Финляндии Юхана (впоследствии короля Швеции под именем Юхан III) и его первой жены Катерины Ягеллонки, сестры короля Польши и великого князя литовского Сигизмунда Августа. Имя она получила в честь прабабки по женский линии Изабеллы Арагонской, герцогини Миланской.
Принцесса родилась в 1564 году в замке Грипсхольм, где её родители отбывали заключение по приказу брата Юхана — короля Эрика XIV. Там же она и умерла два года спустя. Изабеллу похоронили в кафедральном соборе Стренгнеса (известно, что Юхан попросил короля разрешить торжественные похороны, и тот удовлетворил эту просьбу). Надгробная плита представляет собой алебастровую скульптуру работы фламандского художника Виллема Боя (1580 год), изображение принцессы в реальных размерах. Это один из старейших детских портретов в Швеции.